# Sirsalis (Mondkrater)
Sirsalis ist ein Einschlagkrater am westlichen Rand der Mondvorderseite, am Westrand des Oceanus Procellarum, südöstlich des Kraters Grimaldi und westlich von Hansteen.
Der Kraterrand ist scharf ausgeprägt, das Innere weist konzentrische Strukturen und einen Zentralberg auf. Südwestlich von Sirsalis verläuft das Mondrillensystem der Rimae Sirsalis in nordöstlicher und südwestlicher Richtung.
| Buchstabe | Position           | Durchmesser | Link |
| --------- | ------------------ | ----------- | ---- |
| A         | 12,7° S, 61,39° W  | 50 km       |      |
| B         | 11,12° S, 63,74° W | 15 km       |      |
| C         | 10,38° S, 63,96° W | 25 km       |      |
| D         | 9,98° S, 58,65° W  | 35 km       |      |
| E         | 8,17° S, 56,67° W  | 70 km       |      |
| F         | 13,56° S, 60,12° W | 13 km       |      |
| G         | 13,89° S, 61,68° W | 24 km       |      |
| H         | 14,06° S, 62,48° W | 25 km       |      |
| J         | 13,43° S, 59,67° W | 12 km       |      |
| K         | 10,39° S, 57,44° W | 7 km        |      |
| T         | 9,27° S, 53,56° W  | 15 km       |      |
| Z         | 10,37° S, 62,03° W | 90 km       |      |

Der Krater wurde 1935 von der IAU nach dem italienischen Jesuiten und Selenographen Gerolamo Sersale offiziell benannt.